# Document d'arxiu

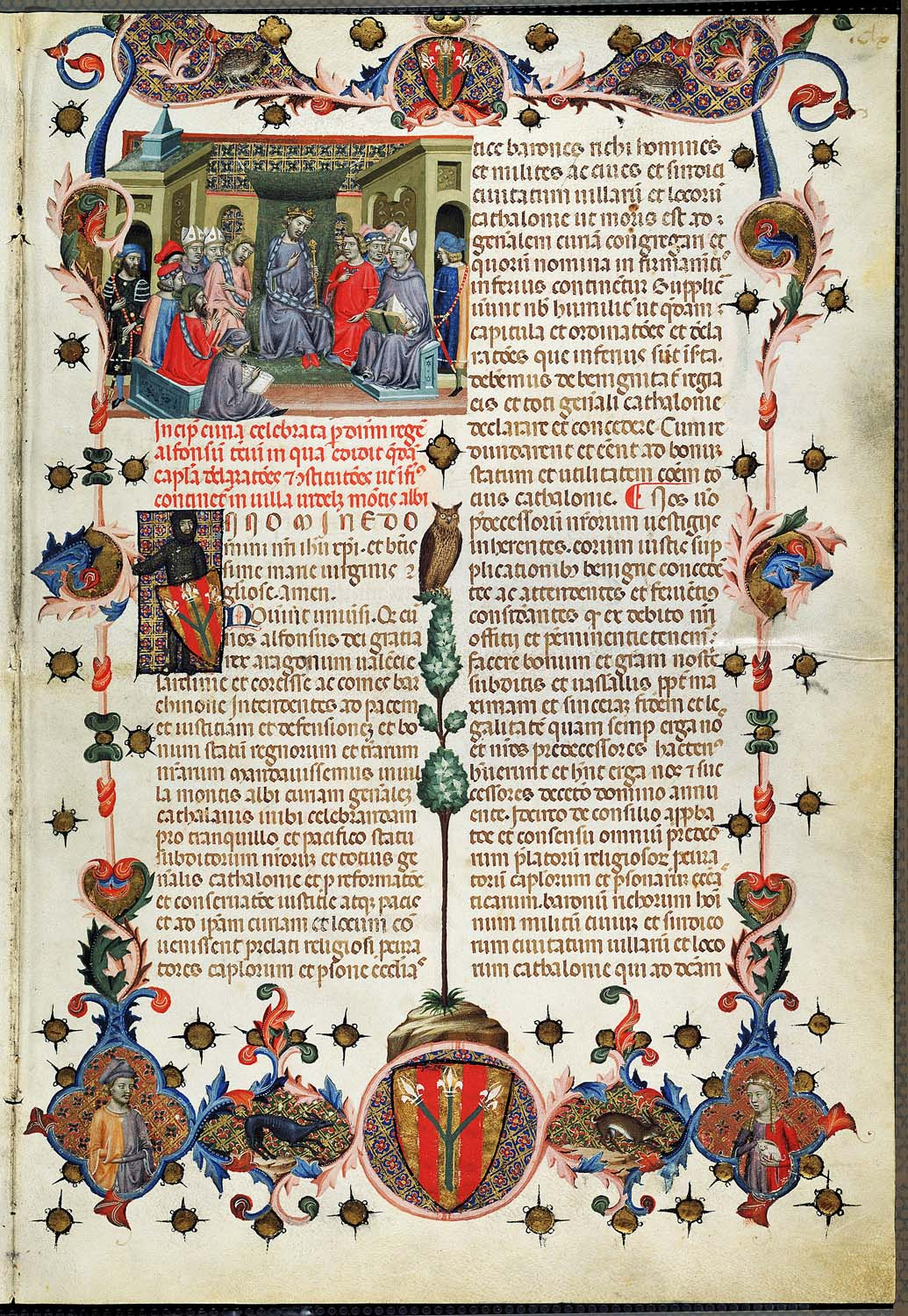
Exemple d'un document d'arxiu, Usatges de Barcelona

Un document d'arxiu és una especificitat dins del concepte document que fa referència a tots aquells documents susceptibles de ser conservats en un arxiu.
El mot document prové, etimològigament, dels verbs llatins docere i memorare, i és un concepte més ampli que fa referència a qualsevol objecte material que sigui testimoni, registre o corroboració d'algun esdeveniment i que pot incloure's en alguna col·lecció.

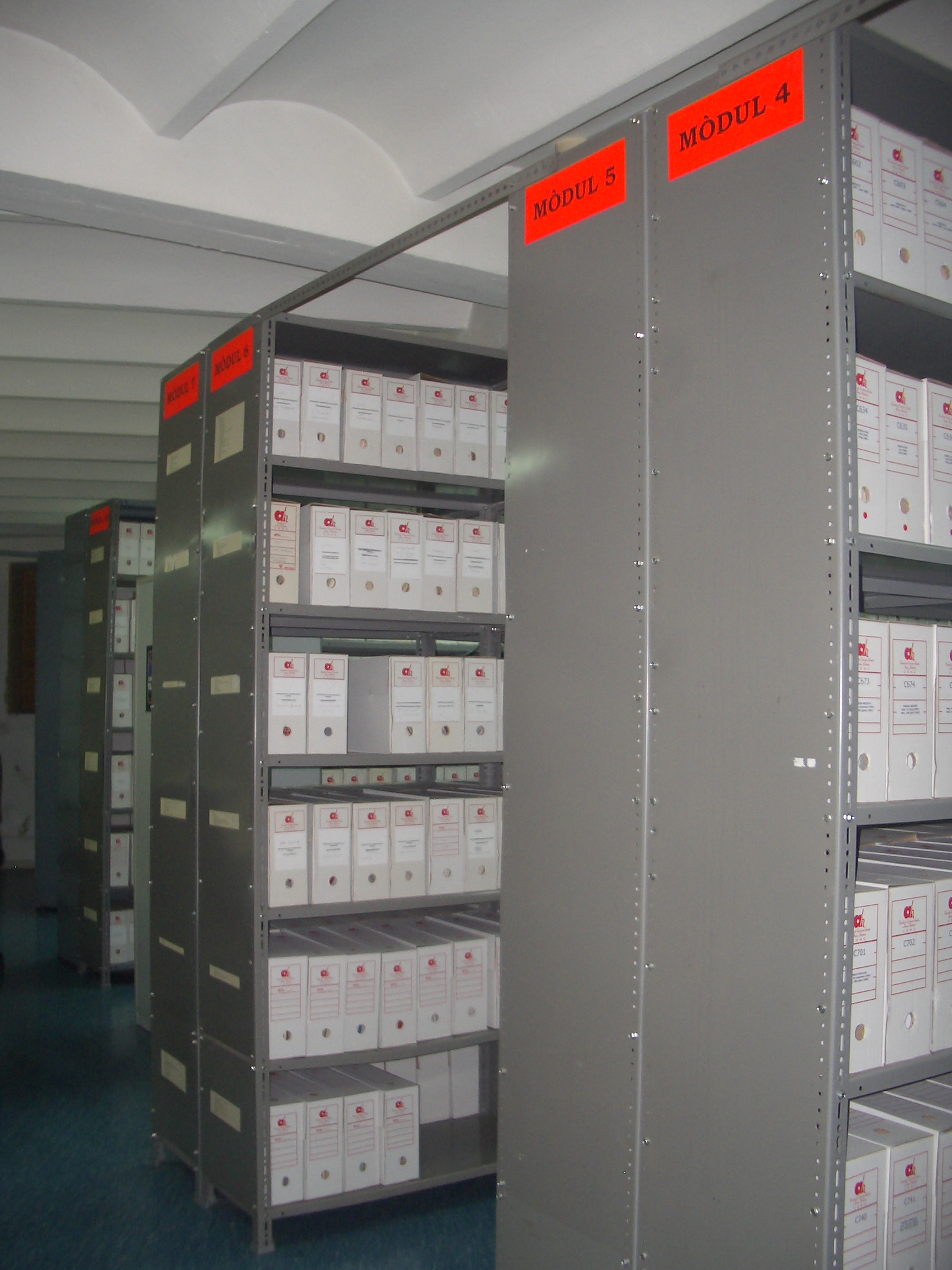
Exemple d'un arxiu, Arxiu Històric de Comissions Obreres de Catalunya

En canvi, un document d'arxiu es distingeix pel fet que s'entenen com a tal a tot document produït o rebut per una persona o una institució durant el curs d'una gestió o activitat per a l'acompliment d'uns fins, i que per tant aquests documents són conservats com a prova o informació de la dita activitat o acció. Per tant, aquests han d’estar relacionats amb un productor, és a dir, la persona o institució que els genera i, per tant, tot document d'arxiu a més de tenir una finalitat jurídica, administrativa o històrica, per exemple, també ha de tenir una procedència, fet que en arxivística ve indicat pel principi de provinença. El document d’arxiu, doncs, és qualsevol objecte material, en qualsevol forma o suport, la particularitat del qual és el fet d'ésser susceptible a la seva conservació en un arxiu, ja que manté una relació amb un productor, és a dir, és el resultat d’un procés humà del qual forma part en una cadena seriada i del qual n’és testimoni i prova, fet pel qual, normalment, és classificat i conservat en un arxiu pel seu valor testimonial, jurídic, històric, administratiu, etc. Pot incloure documents d’àmbit legal, jurídic o administratiu, i tota aquella documentació que prové de l’àmbit creatiu, informatiu, històric o testimonial, en un sentit més clàssic. Cal tenir en compte totes les variables que afecten a la seva producció de forma interna o externa i que converteixen al document d'arxiu en un document susceptible de ser arxivat, ja que no només és important el document com a objecte material sinó tot allò que hi està relacionat, és a dir, el seu context. Contràriament, un document que no tingui totes aquestes variables, únic i aïllat, no pot ser considerat document d'arxiu perquè no tindria sentit, tot i que si podria donar-se el cas que un sol document fos un "document d'arxiu" si aquest és considerat com a tal pels arxivers i si es pot definir com un fons.
Resumint: els documents d’arxiu són el reflex de les funcions i activitats de l’home, producte i testimoni d’una gestió, cosa que els fa susceptibles a ser conservats a un arxiu.

## Història

### Origen

Exemple de format, Formats paper de la sèrie A

L'avenç històric del concepte ha estat molt important i ha permès ampliar el terme "document d'arxiu" de forma que ha inclòs un ampli i més variat ventall de materials documentals, adequant-se aquest a les necessitats i tendències de cada època.
En època clàssica, per exemple, la concepció del document d'arxiu anava lligada especialment al seu valor jurídic-administratiu, agafant matisos de document públic i per acreditar els drets i obligacions dels ciutadans en època romana. A partir d'aquí, i sobretot a partir del segle xix, el document d'arxiu va anar adoptant un valor cada cop més relacionat al seu valor testimonial, és a dir, al que pot oferir com a prova d'un fet, generalment, de naturalesa jurídica.

### Evolució
En l'actualitat el terme document d'arxiu ha evolucionat i la seva definició ha pres concepcions més obertes que han propiciat una actualització del terme que ha estat paral·lela a la mateixa evolució de la ciència arxivística.
Per una banda, s'han acceptat l'existència de nous formats i suports com a arxivístics, com poden ser el materials audiovisuals, informàtics, etc. Per altra banda, també s'ha superat la visió clàssica del document d'arxiu com a document exclusivament jurídic o administratiu o limitat a l'àmbit del document històric, ja que aquest també pot ser considerat com a patrimoni d'una cultura i garant dels drets i deures ciutadans i del bon funcionament i transparència de l'estat o de qualsevol institució o empresa.

## Definicions oficials
Segons la NODAC o Norma de descripció arxivística de Catalunya (pàgina 180):"S'entén per document d'arxiu la informació registrada, amb independència del suport o de les seves característiques físiques e intel·lectuals, produïda o rebuda i conservada per una organització o una persona en el desenvolupament de les seves activitats. De la mateixa manera, l'abast de la norma inclou totes les variables internes i externes que caracteritzen els documents, com poden ser el suport i el format on es fixa el seu contingut o el tipus d'unitat documental, simple o composta, que constitueixen."
Una altra definició, aquesta més lligada a l'aspecte legal és, per exemple, la que ofereix de la Llei del Patrimoni Històric Espanyol, en la que es defineix el document relatiu a ser considerat patrimoni com a: "Document és tota expressió del llenguatge natural o convencional i qualsevol altra expressió gràfica, sonora o en imatge, recollides en qualsevol tipus de suport material, inclòs els suports informàtics. S'exclouen els exemplars d'edicions."

## Característiques
Característiques específiques, segons la Norma ISO 15489, per a considerar com a tal a un document d'arxiu: 
- Context: el context en el qual el document d'arxiu va ser creat, rebut i utilitzat hauria de quedar patent en el mateix document. Dins d'aquest contxet s'inclou el procés de negociació de l'activitat o gestió pel qual es va elaborar, la data i hora de la seva realització i els participants en aquesta.

- Estructura: l'estructura d'un document d'arxiu, és a dir, el seu format i les relacions existents entre els elements que ho integren, hauria de romandre intacta, per tant, la vinculació arxivística existent entre documents simples, que es mantenen separats i es combinen per donar lloc a una unitat documental composta, hauria de romandre sempre present.

- Autenticitat: un document d'arxiu ha de ser autèntic, s'ha de poder prova que és el que afirma ser, que ha estat creat o enviat per la persona que s'afirma que ho ha creat o enviat i que ha estat creat o enviat en el moment que s'afirma. Per garantir l'autenticitat dels documents, les organitzacions haurien d'implantar i documentar polítiques i procediments per al control de la creació, recepció, transmissió, manteniment i disposició dels documents d'arxiu de manera que s'asseguri que els creadors dels mateixos estiguin autoritzats i identificats i que els documents estiguin protegits enfront de qualsevol addició, supressió, modificació, utilització o ocultació no autoritzades.

- Fiabilitat: un document d'arxiu ha de ser fiable, és a dir, el seu contingut pot ser considerat una representació completa i precisa de les activitats, les gestionso fets dels quals dona testimoniatge i al que es pot recórrer en el curs de posteriors activitats o gestions. Els documents d'arxiu haurien de ser creats en el moment, o poc després, en què té lloc l'operació o activitat que reflecteixen, per individus que disposin d'un coneixement directe dels fets o automàticament pels instruments que s'usin habitualment per realitzar les operacions.

- Integritat: un document d'arxiu ha de ser integre, és a dir, ha d'estar complet i inalterat, i per tant, cal protegir-lo contra modificacions no autoritzades. Les polítiques i els procediments de gestió de documents haurien d'especificar quines addicions o anotacions poden realitzar-se en un document després de la seva creació, en quines circumstàncies poden autoritzar-se aquestes addicions o anotacions i qui està autoritzat per dur-les a terme. Qualsevol anotació, addició o supressió autoritzada que es realitzi en un document hauria d'indicar-se de forma explícita i deixar traça.

- Usabilitat: un document d'arxiu ha de ser utilitzable, és a dir, ha de poder ser localitzat, recuperat, presentat i interpretat. La seva presentació hauria de mostrar l'activitat o operació que el va produir per tal de poder identificar un document en el context ampli de les activitats i les funcions de l'organització. A més, les indicacions sobre el context dels documents d'arxiu haurien de contenir la informació necessària per a la comprensió de les operacions que els van crear i van usar.

## Classificació
Segons la NODAC (pàgines 20-21), els documents d’arxiu es poden classificar segons la seva natura jurídica, la seva fase documental o el medi en el qual es plasmen a un suport, és a dir::
- Segons la naturalesa jurídica del productor:
  - Públics: els produïts o rebuts per persones o entitats públiques, o bé relatius al dret públic.
  - Privats: els produïts o rebuts per persones físiques o jurídiques privades.

- Segons la fase documental o cicle vital, poden ser:
  - Actius: els que estan en tràmit o són d’ús habitual.
  - Semi-actius: els que han conclòs la tramitació ordinària i no s'utilitzen d’una manera habitual.
  - Inactius e històrics: els que, un cop conclosa la vigència administrativa immediata, posseeixen valors primordialment de caràcter cultural.

Exemple de Document Tecnogràfic, Representació a escala d'una mà humana

- Segons el llenguatge utilitzat a l’hora d’elaborar el document:
  - Textuals: documents en els que la informació està representada utilitzant un sistema de signes alfabètics o més d’un, llegibles amb l’ajuda d’una màquina o sense.
  - Cartogràfics: documents en els que la informació està representada a partir d’una base tècnica i matemàtica, amb els quals se pretén representar de manera objectiva la totalitat o una part de la superfície terrestre, de l'esfera celeste o d’un cos celeste, o de qualsevol entitat equiparable, real o irreal.
  - Icònics: documents en els que la informació es presenta mitjançant imatges que representen percepcions subjectives que reflecteixen una percepció, una perspectiva o un punto de vista. Inclouen dibuixos, cartells, gravats, gràfics, fotografies, etc.
  - Tecnogràfics: documents en los que la informació està representada a partir d’una base tècnica i matemàtica, amb els quals es pretén se representar de manera objectiva estructures, artefactes, éssers o objectes.
  - Audiovisuals: documents en els que la informació fixada es pot percebre o reproduir com a imatges amb so que transmeten l'efecte de moviment. Per extensió s'inclouen també les imatges amb moviment sense so incorporat.
  - Sonors: documents en els que la informació fixada es pot reproduir en forma de so.

Pel que fa als documents electrònics la NODAC considera que aquests constitueixen un cas a part i els defineix com a aquells en els quals la informació és manipulada, transmesa o processada per medis informàtics i, per tant poden posseir contingut, context i estructura que testifiquin l’activitat que els ha generat. Els documents electrònics presenten una sèrie de característiques i tipologies tan diverses (webs, bases de dades, missatgeria de correu electrònic, bústies de veu, etc.) que realment es fa difícil establir una classificació clara o bé emmarcar-los en classificacions documentals ja establertes.

En canvi, el Manual de l'Associació d'Arxivers de Catalunya, també té en compte altres classificacions, ja que en aquest es considera important categoritzar els documents d'arxiu en funció de la forma del document distingint entre documents simples i compostos, també coneguts com a unitats documentals simples o unitats documentals compostes per l'arxivística:
- Unitats Documentals Simples: document d'arxiu més bàsic i simple format per un sol document.
- Unitats Documentals Compostes: unitats arxivístiques reunides per raó d'un procés burocràtic o una pràctica administrativa i que per tant estan relacionades entre si, tenen un nexe diplomàtic.Dins d'aquesta classificació s'inclouen els expedients, els expedients no reglats, i els registres, per exemple.